# Ruisseau Pockwock
Pour les articles homonymes, voir Pocwock.
Le ruisseau Pockwock (anglais : Pocwock Stream) est un affluent du Fleuve Saint-Jean, coulant :
- au Québec (Canada) : dans la région administrative du Bas-Saint-Laurent, dans Kamouraska (municipalité régionale de comté), dans municipalité de Mont-Carmel. Note : Au Québec, le cours d'eau est désigné "ruisseau Pocwock" ;
- au Maine (États-Unis) : dans le comté d’Aroostook, dans les cantons T17 R14 Wels, T17 R13 Wels et T16 R12 Wels.

Son cours coule entièrement en région forestière dans une vallée enclavée de montagnes, surtout dans le Maine, au Sud-Est de la frontière canado-américaine. Son cours est situé entre le ruisseau Fox (côté Nord-Est) et la rivière Chimenticook (côté Sud-Ouest).
Le ruisseau Pockwock se déverse sur la rive Nord du fleuve Saint-Jean. Ce dernier coule vers l'Est, puis vers le Sud-Est en traversant tout le Nouveau-Brunswick et se déverse sur la rive Nord de la Baie de Fundy laquelle s’ouvre vers le Sud-Ouest sur l’océan Atlantique.
Le bassin versant du ruisseau Pockwock est accessible par quelques routes forestières.

## Géographie
La partie supérieure du ruisseau Pockwock débute dans les monts Notre-Dame, dans la municipalité de Mont-Carmel, dans la municipalité régionale de comté (MRC) de Kamouraska. Cette source est située à :
- 0,8 km au Nord-Ouest de la frontière entre le Québec et le Maine ;
- 2,1 km au Nord-Est du Lac de l'Est (Kamouraska) (municipalité de Mont-Carmel) ;
- 19,9 km au Nord-Ouest de la confluence de la rivière Pocwock ;
- 46,3 km au Sud-Est de la route 132, à La Pocatière, au Québec.

À partir de la source en montagne, le ruisseau Pockwock coule sur 36,7 km comme suit :
- 1,1 km vers le Sud dans Mont-Carmel, jusqu’à la frontière entre le Québec et le Maine ;
- 16,2 km vers le Sud-Est dans le Maine, en descendant dans une coulée entre deux montagnes (sommet de 546 m du côté Est et sommet de 589 m du côté Ouest), jusqu’à la Branche Ouest de la rivière Pocwock (Anglais : West Branch Pocwock Stream) ;
- 2,4 km vers le Sud-Est, jusqu’à un ruisseau (venant du Nord) ;
- 10,0 km vers le Sud-Est, jusqu’à la Branche Est de la rivière Pocwock (Anglais : East Branch Pocwock Stream) ;
- 7,0 km vers le Sud-Est, jusqu’à la confluence de la rivière[2].

Le ruisseau Pockwock se déverse dans une courbe de rivière sur la rive Nord du Fleuve Saint-Jean, dans le canton T16 R12 Wels, du comté d’Aroostook. Cette confluence est située à :
- 20,6 km à l’Ouest du hameau Allagash, situé sur la rive Sud du fleuve Saint-Jean ;
- 4,7 km en aval de la confluence de la rivière Chimenticook ;
- 22,0 km en aval de la confluence du Big Black River ;
- 15,4 km au Sud-Ouest de la confluence de la Rivière Noire (fleuve Saint-Jean) (Anglais : Little Black River).

## Toponymie
Le terme « Pocwock » est aussi associé à la Branche Ouest de la rivière Pocwock et à la Branche Est de la rivière Pocwock. Au Québec, la graphie du nom du cours d'eau utilise la lettre k au milieu, soit "Pockwock" ; la graphie "Pocwock" (sans la lettre k au milieu) est utilisée par le GNIS (Geographic Names Information System) aux États-Unis.
Le toponyme « Ruisseau Pockwock » a été officialisé le 5 décembre 1968 à la Commission de toponymie du Québec.